# Rasborinus hautus
Rasborinus hautus és una espècie de peix cipriniforme de la família dels ciprínids.

## Hàbitat
És un peix d'aigua dolça i de clima tropical.

## Distribució geogràfica
Es troba a Àsia: el Vietnam.